# Daan Hoeks
Pour les articles homonymes, voir Hoeks.
Daan Hoeks, né le 5 avril 2000, est un coureur cycliste néerlandais.

## Biographie
Chez les juniors (moins de 19 ans), Daan Hoeks termine troisième de Menen-Kemmel-Menen en 2018. Il fait ensuite ses débuts dans la catégorie des espoirs (moins de 23 ans). Une lourde chute gâche cependant sa saison 2019. 
En 2021, il se classe deuxième de la Carpathian Couriers Race, tout en ayant remporté une étape. Il se distingue également sur le Tour des Deux-Sèvres en remportant une étape. La même année, il finit quatrième du Trophée Matteotti amateurs et huitième du championnat des Pays-Bas espoirs
En 2022, il décide de rejoindre l'équipe continentale italienne MG.Kvis-Colors for Peace-VPM, tout en poursuivant ses études à l'université de Bologne. Il redescend finalement chez les amateurs dès 2023 au sein du club Maltinti-Banca di Cambiano. 

## Palmarès et résultats

### Palmarès par année
- 2018
  - 3e de Menen-Kemmel-Menen
- 2021
  - 4e étape du Tour des Deux-Sèvres
  - 1re étape de la Carpathian Couriers Race
  - 2e de la Carpathian Couriers Race
- 2023
  - Mémorial Silvano Torresi
  - 2e du Giro delle Due Province
  - 2e du Gran Premio Comune di Cerreto Guidi
- 2024
  - 3e du Gran Premio Sportivi Poggio alla Cavalla
  - 3e de la Coppa Città di Castiglion Fiorentino
  - 3e du contre-la-montre de la Coppa del Mobilio

### Classements mondiaux
| Année                                 | 2020  | 2021  |
| ------------------------------------- | ----- | ----- |
| Classement mondial                    | 1403e | 1141e |
| UCI Europe Tour                       | 1053e | 844e  |
|                                       |       |       |
| Légende : nc = non classéSource : UCI |       |       |